# Droga wojewódzka nr 290
Droga wojewódzka nr 290 (DW290) – droga wojewódzka prowadząca z Kożuchowa do Nowogrodu Bobrzańskiego. Jadąc prosto na skrzyżowaniu z DW283 można dojechać do Kożuchowa. Droga w większości jest w dobrym stanie.

## Miejscowości leżące przy DW290
- Nowogród Bobrzański
- Kaczenice
- Niwiska
- Pierzwin
- Radwanów
- Mirocin Dolny